# MetroStars du Canada
Pour les articles homonymes, voir MetroStars.
Les MetroStars du Canada (anciennement «MetroStars de Mississauga») sont un club canadien de showbol qui évoluent dans la Major Arena Soccer League (en).
Pendant la saison 2019/2020, des arénas situées à six villes ontariennes accueilleront les matchs domiciles des MetroStars.